# Mahdiden
Die Mahdiden, arabisch بني مهدي, DMG Banī Mahdī, waren eine Dynastie im Jemen in der Zeit zwischen 1159–1173.
Ihr Name geht auf ihren ersten Herrscher Ali bin Mahdi zurück. Ali bin Mahdi wiederum führte seine Abstammung auf die islamischen Könige von Himyar zurück und verkündete in der Tihama religiöse Ideen. Er bemühte sich, nacheinander die Zentren von al-Kadrā und Zabid zu erobern, was misslang. Fortan versuchte er, seine Ziele mittels Intrigen zu erreichen, die er in Richtung der Nadschahiden-Wesire anging und was letztlich zur Ermordung Surūr al-Fātikīs führte. 
Die Söhne konsolidierten die Machtverhältnisse in der Tihama und schlossen mit den Zurayiden einen vordergründigen Frieden, zeitgleich überfielen sie Südprovinzen, um diese zu plündern. Der Ayyubide Turan Schah stoppte zusammen mit seinen Bündnispartnern, den Sulaymaniden, die Kriegszüge der Söhne von Ali bin Mahdi. Abd al-Nabī und sein Bruder Aḥmad wurden gefangen genommen. Beide wurden letztlich getötet, womit die Ära der Mahdiden ihr Ende nahm.
Die Mahdiden waren nach den hamdanidische Sultanen, den Zurayiden und den Sulaymaniden die vierte Dynastie, die durch die Ayyubiden verdrängt und epochal ausgelöscht wurde.